# Mitsumasa Yoda
Mitsumasa Yoda (依田 光正 Yoda Mitsumasa?, nacido el 7 de agosto de 1977 en Tokio) es un exfutbolista japonés. Jugaba de defensa y su último club fue el Thespa Kusatsu de Japón.

## Trayectoria

### Clubes
| Club              | País  | Año         |
| ----------------- | ----- | ----------- |
| Montedio Yamagata | Japón | 2000 - 2003 |
| Thespa Kusatsu    | Japón | 2004 - 2006 |